# L'Arme fatale
Pour les articles homonymes, voir L'Arme fatale (homonymie).
Pour l’article ayant un titre homophone, voir Larmes fatales.
Série L'Arme fatale
L'Arme fatale 2
(1989)
Pour plus de détails, voir Fiche technique et Distribution.
L'Arme fatale (Lethal Weapon) est une comédie policière américaine réalisée par Richard Donner et sortie en 1987. C'est le premier opus d'une série de quatre films, poursuivie avec L'Arme fatale 2 (1989), L'Arme fatale 3 (1992) et L'Arme fatale 4 (1998).
Le film suit Roger Murtaugh qui est un policier qui aime le calme et la tranquillité. Pour ses 50 ans, ses supérieurs lui font un cadeau empoisonné : un nouveau coéquipier appelé Martin Riggs, un jeune flic enragé et suicidaire depuis la mort de sa femme. Riggs se révèle vite incontrôlable pour Murtaugh. Ils n'ont qu'un point commun : ils ont tous les deux fait la guerre du Vietnam (Riggs était dans les Forces Spéciales et Murtaugh dans l'United States Marine Corps avec son ami Michael Hunsaker). Aussi, lorsque la fille de Michael Hunsaker meurt dans des circonstances louches, Murtaugh décide de s'occuper de l'affaire avec Riggs. Très vite, les deux découvrent l'existence d'un trafic d'héroïne monté par une bande d'anciens soldats comme eux : le général McAllister et son escadron, la « Shadow Company ».
C'est l'un des plus grands succès commerciaux de la fin des années 1980, avec des recettes s'élevant à 120,2 millions de dollars dans le monde. Il est largement considéré comme l'un des meilleurs buddy movies de tous les temps et a influencé beaucoup de films du genre, comme Tango et Cash, Starsky et Hutch, Bad Boys et Rush Hour. Comme les autres épisodes de la saga (hormis le 4e épisode), L'Arme fatale est parodié dans le film Alarme fatale (1993).
En 2016, une série télévisée tirée du film voit le jour. Elle connaitra 3 saisons.

## Synopsis
Los Angeles. Policier à la brigade criminelle du LAPD, Roger Murtaugh, venant de fêter ses cinquante ans, mène une vie paisible auprès de sa femme Trish et de ses trois enfants. Un jour, il apprend par sa femme qu'un vieil ami, Michael Hunsaker, avec qui il a combattu au Viêt Nam, essaie de le contacter. Peu de temps après, il est appelé sur les lieux d'un suicide et découvre que la jeune femme qui s'est défenestrée, Amanda, n'est autre que la fille d'Hunsaker.
Au même moment, Martin Riggs, jeune flic de la brigade des stupéfiants, devenu incontrôlable et suicidaire depuis le décès de son épouse dans un accident de voiture, entre subitement dans une rage psychotique lorsqu'il désarme un trafiquant de drogue lors d'une arrestation.
Murtaugh apprend par l'autopsie d'Amanda qu'il s'agit d'un meurtre, car la drogue qu'elle avait consommée avant de sauter du balcon était trafiquée et qu'elle serait morte en quelques minutes même sans sauter. La surprise du policier grandit lorsqu'on lui adjoint un coéquipier sur cette affaire, qui s'avère être Riggs, transféré à la brigade criminelle en raison de son comportement. Accompagné de son nouvel équipier, il part informer de la nouvelle le père de la défunte, qui avait tenté d'entrer en contact avec le policier pour sortir sa fille du monde de la prostitution et de la pornographie.
Après une vive altercation, à la suite de l'intervention peu orthodoxe de Riggs afin de faire descendre un suicidaire qui menaçait de se jeter du haut d'un immeuble, les deux policiers se rendent chez le proxénète d'Amanda pour l'interroger. Après avoir trouvé un laboratoire de drogue, ils sont pris dans une fusillade avec le proxénète, qui en sort blessé à la jambe. Mais au moment de l'arrestation, le criminel pointe une arme sur Murtaugh, avant d'être tué à temps par Riggs, sauvant ainsi la vie de son collègue. Malgré un départ rude, Murtaugh remercie son collègue, avec qui il commence à sympathiser et l'invite à dîner chez lui. Bien que Murtaugh pense que l'affaire est close, Riggs trouve suspect que le seul témoin de la mort d'Amanda soit une prostituée, Dixie, travaillant loin de son lieu habituel.
Le lendemain, ils partent interroger Dixie, mais au moment où ils arrivent, la maison explose, tuant la prostituée. Riggs, ancien membre des Forces Spéciales, découvre un fragment de la bombe, un commutateur au mercure, chose qu'il n'avait pas vue depuis le Viêt Nam. Un gamin, issu du voisinage, leur apprend qu'un homme aux cheveux blonds avec le même tatouage des forces spéciales que Riggs a rendu visite à Dixie. Ils en déduisent qu'Hunsaker en sait plus qu'il n'a admis. Murtaugh le confronte à la veillée mortuaire d'Amanda et apprend qu'il est impliqué dans un trafic d'héroïne, dirigé par des anciens vétérans de la guerre du Viêt Nam appelés la « Shadow Company », le général McAllister et son adjoint, Joshua, notamment en blanchissant leurs profits grâce à sa banque.
McAllister a fait tuer Amanda après que son père a tenté sans succès d'alerter Murtaugh dans le but de sortir de ce business. Mais au moment où le policier tente de soutirer un peu plus d'informations, un hélicoptère débarque avec Joshua à son bord qui, armé d'un fusil à lunette, assassine Hunsaker. Lorsque la police commence à établir le lien avec cette affaire, les membres de la Shadow Company deviennent plus violents notamment en tirant sur Riggs, qui est sauvé de la mort par son gilet pare-balles et en kidnappant Rianne, la fille aînée de Murtaugh.
Utilisant comme avantage de faire croire au décès de Riggs, Murtaugh accepte de rencontrer la Shadow Company à El Mirage Lake (en) pour un échange de personnes, le père contre la fille, tout en sachant que leur plan est de les tuer. Riggs, quant à lui, est posté à plusieurs centaines de mètres du lieu de rencontre et abat plusieurs membres de l'organisation, avant d'être capturé par McAllister. Roger et Rianne tentent de fuir, mais sont également pris. Les deux policiers sont torturés et McAllister tente de soutirer les informations à Murtaugh, qui refuse de le lui dire, concernant son trafic. Mais Riggs, après avoir été torturé avec une machine à électrochoc, parvient à se libérer et à sauver son collègue et sa fille, se frayant un chemin libre pour sortir de leur lieu de captivité, une boîte de nuit du centre-ville. Riggs poursuit Joshua, mais ce dernier lui échappe. Son coéquipier, quant à lui, tire en direction de la voiture du général, qui meurt peu après des suites de l'explosion du véhicule sur Hollywood Boulevard.
Peu après, comprenant que Joshua se dirige vers sa maison pour s'attaquer à sa famille qui est absente, Murtaugh accompagné de Riggs part chez lui et arrête le criminel sans incident. Riggs lui propose de se battre, ce qu'il accepte. La bagarre est en faveur de Riggs, qui parvient à maîtriser Joshua mais ce dernier, au moment de se faire menotter vole le revolver d'un policier, avant d'être abattu par Riggs et Murtaugh qui le tuent sur le coup.
Après une visite sur la tombe de sa femme, Riggs passe chez la famille Murtaugh et donne à Rianne un cadeau symbolique pour son père : la balle de son pistolet qu'il voulait utiliser pour tenter de se suicider avant de se raviser, vu qu'il n'en a plus besoin — ayant dorénavant une raison de vivre grâce à son collègue. Mais Roger le rattrape au moment de partir et l'invite à fêter Noël en famille, ce qu'il accepte.

## Fiche technique
- Titre français : L'Arme fatale
- Titre original : Lethal Weapon
- Réalisation : Richard Donner
- Scénario : Shane Black, avec la participation non créditée de Jeffrey Boam[1]
- Musique : Eric Clapton et Michael Kamen (musique additionnelle : David Sanborn)
- Photographie : Stephen Goldblatt
- Montage : Stuart Baird
- Décors : J. Michael Riva
- Costumes : Mary Malin
- Production : Joel Silver et Richard Donner
- Production associée : Jennie Lew Tugend (de)
- Sociétés de production : Silver Pictures et Warner Bros.
- Société de distribution : Warner Bros.
- Budget : 15 millions de dollars[2]
- Pays d'origine :  États-Unis
- Langue originale : anglais
- Format : couleurs - 1,85:1 - son Dolby - 35 mm
- Genre : action, comédie policière
- Durée : 110 minutes, 117 minutes (version director's cut)
- Dates de sortie : 
  - États-Unis : 6 mars 1987
  - France : 5 août 1987
- Classification[3] :
  - États-Unis : R - Restricted
  - France : interdit aux moins de 13 ans (puis moins de 12 ans)

## Distribution
- Mel Gibson (VF : Jacques Frantz ; VQ : Hubert Gagnon) : le sergent Martin Riggs
- Danny Glover (VF : Richard Darbois ; VQ : Victor Désy) : le sergent Roger Murtaugh
- Gary Busey (VF : Thierry Ragueneau ; VQ : Jean-Luc Montminy) : Monsieur Joshua
- Mitch Ryan (VF : Pierre Hatet ; VQ : Ronald France) : le général Peter McAllister
- Tom Atkins (VF : Marc de Georgi ; VQ : Vincent Davy) : Michael Hunsaker
- Darlene Love (VF : Thamila Mesbah) : Trish Murtaugh
- Traci Wolfe (VF : Brigitte Berges ; VQ : Violette Chauveau) : Rianne Murtaugh
- Damon Hines : Nick Murtaugh
- Ebonie Smith (arz) : Carrie Murtaugh
- Jackie Swanson (VQ : Anne Bédard) : Amanda Hunsaker
- Ed O'Ross (VF : Mario Santini ; VQ : Marco Ledezma) : Mendez
- Al Leong : Endo
- Gustav Vintas : Gustaf
- Lycia Naff (VF : Danielle Dinan) : Dixie
- Bill Kalmenson : un policier
- Patrick Cameron : un policier
- Don Gordon : un policier
- Jimmie F. Skaggs : le trafiquant de drogue avec la veste en jeans
- Jason Ronard : un trafiquant de drogue
- Blackie Dammett (VF : Philippe Peythieu) : un trafiquant de drogue
- Mary Ellen Trainor (VF : Martine Meiraghe ; VQ : Claudine Chatel) : la psychologue Stephanie Woods
- Steve Kahan (VF : Marcel Guido ; VQ : Jean Fontaine) : le capitaine Ed Murphy
- Jack Thibeau (VF : Gilbert Lévy) : le sergent Michael McCaskey
- Grand L. Bush (VF : Luc Bernard) : Boyette, un collègue de Roger
- Paul Tuerpe : un mercenaire
- Sven-Ole Thorsen : un mercenaire
- Michael Shaner : Len McCleary
- Donald Gooden : Alfred

- Version française
  - Studio de doublage : L'Européenne
  - Direction artistique / Adaptation : Christian Dura
  - Adaptation : Philippe Videcoq
  - Casting : Jenny Gérard

Sources et légende : version française (VF) sur AlloDoublage

## Production

### Genèse et développement
Fraichement diplômé de UCLA, Shane Black commence à écrire le scénario dès 1985. Il avouera que son intention était alors de faire un « western urbain » dans la veine de L'Inspecteur Harry. Il expliquera que sa première version était plus sombre que le film final,.
L'agent de Shane Black propose le script de Lethal Weapon à plusieurs studios. Tous refusent avant que Mark Canton (en) de Warner Bros. soit séduit. Mark Canton fait ensuite appel au producteur Joel Silver et ils travaillent ensemble avec Shane Black pour développer le script. En arrivant sur le projet, le réalisateur Richard Donner demande à Jeffrey Boam de faire des réécritures pour rendre moins sombre le film. Il écrira ensuite les 2e et 3e films, alors que son script pour le 4e sera refusé.
Avant de choisir Richard Donner, Ridley Scott était le premier choix. Leonard Nimoy est également envisagé. L'acteur-réalisateur ne se sentait cependant pas prêt pour faire un film d'action et préfèra mettre en scène Trois Hommes et un bébé.
La réplique culte de Murtaugh « Je suis trop vieux pour ses conneries », avait déjà été cité dans le film Police fédérale, Los Angeles réalisé par William Friedkin et sorti en 1985, soit deux ans avant la sortie du film.

### Attribution des rôles
Pour le rôle de Martin Riggs, beaucoup d'acteurs seront envisagés tels : Alec Baldwin, Michael Biehn, Jeff Bridges, Pierce Brosnan, Bryan Brown, Nicolas Cage, Robert De Niro, Kevin Costner, Willem Dafoe, Michael Douglas, Harrison Ford, Richard Gere, Jeff Goldblum, Rutger Hauer, Don Johnson, Michael Keaton, Kevin Kline, Christophe Lambert, Stephen Lang, Michael Madsen, Liam Neeson, Michael Nouri, Al Pacino, Sean Penn, William Petersen, Dennis Quaid, Christopher Reeve, Eric Roberts, Kurt Russell, Arnold Schwarzenegger, Tom Selleck, Charlie Sheen, Sylvester Stallone, Patrick Swayze, John Travolta ou encore Bruce Willis. Le scénariste Shane Black voulait quant à lui William Hurt.
Pour le rôle de Roger Murtaugh, le premier choix était Brian Dennehy. C'est la directrice de casting Marion Dougherty qui suggère Danny Glover après avoir vu sa prestation dans La Couleur pourpre (1985).
Pour le rôle de M. Joshua, les acteurs concernés étaient Keith Carradine, Scott Glenn, Tommy Lee Jones, Ron Perlman, John Saxon, Christopher Walken ou encore James Woods. Pour le rôle du général McAllister, les premiers choix étaient Peter Boyle, Bruce Dern, Robert Duvall, James Earl Jones, Richard Jordan ou encore Lee Marvin.

### Tournage

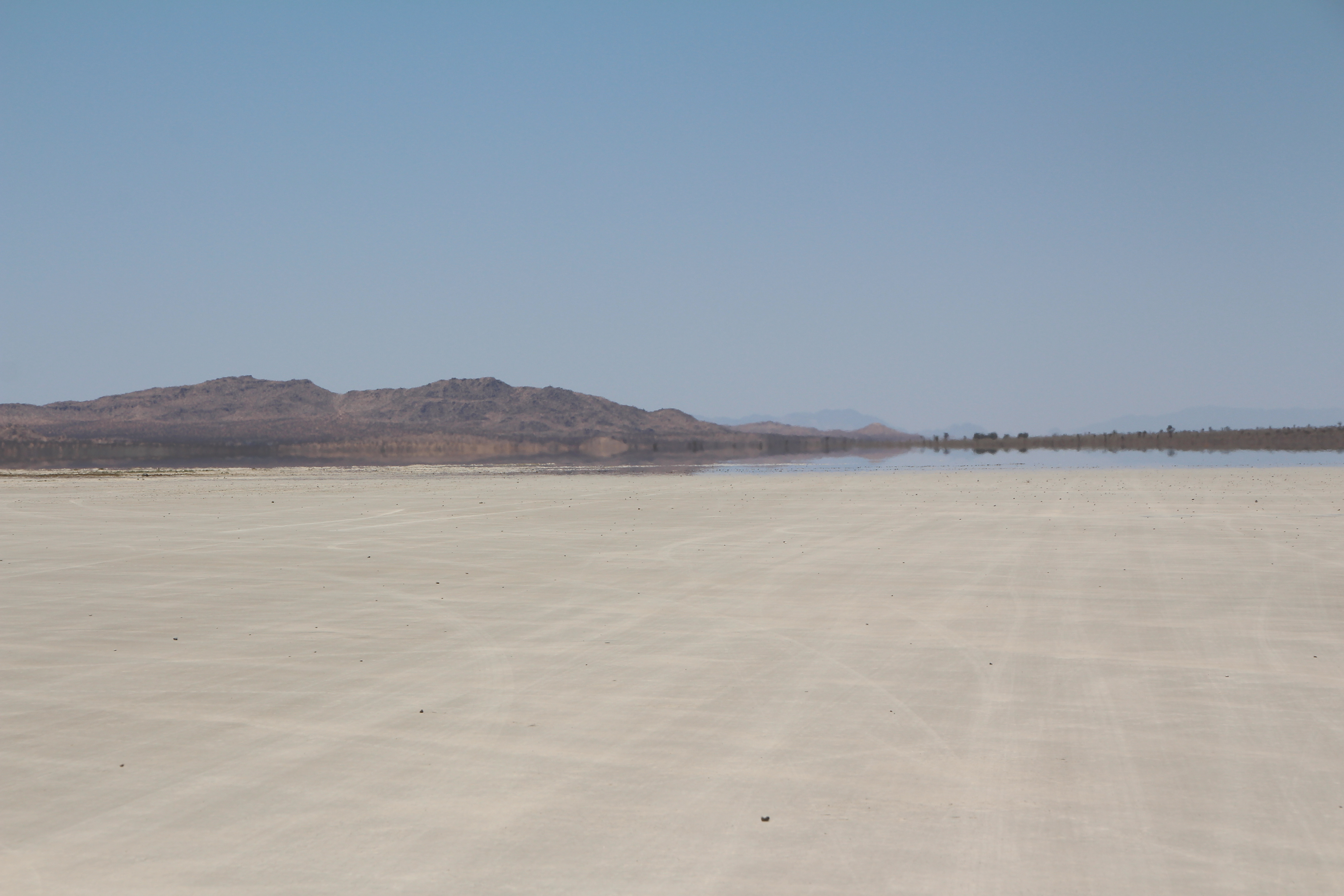
Le lac asséché El Mirage sert de décor au film

Le tournage a lieu du 6 août à 14 novembre 1986. Il se déroule en Californie : Los Angeles (Playa del Rey, Santa Monica Boulevard, Hollywood, Wilshire Boulevard, Studio City, South Central...), Universal Studios, péninsule de Palos Verdes, Long Beach, West Hollywood, El Segundo, Inglewood, Columbia/Warner Bros. Ranch de Burbank, Lennox ou encore sur le lac asséché El Mirage Lake (en).

## Accueil

### Critique
Sur le site Web d'agrégation d'avis Rotten Tomatoes, 80 % des 55 avis des critiques sont positifs, avec une note moyenne de 6,9/10. Le consensus du site Web se lit comme suit : "L'épisode le plus réussi d'une franchise à succès phénoménal, L'Arme fatale a aidé à redéfinir les films d'action pour les années 1980 et 1990. " Metacritic, qui utilise une moyenne pondérée, a attribué au film un score de 68 sur 100, basé sur 23 critiques, indiquant des critiques "généralement favorables".
En France, sur le site Allociné, la note moyenne du film pour les 5 critiques de presse française recensées est de 3,8 sur 5, et la note moyenne des critiques du public est de 4 sur 5.

### Box-office
Lors de sa sortie en salles aux États-Unis où il est distribué jusqu'à 1 420 salles, L'Arme fatale prend directement la première place du box-office lors de son premier week-end d'exploitation en rapportant 6 829 949 $. Il reste trois semaines consécutives en tête et finit son exploitation à 65 207 127 $, tandis qu'à l'international, le film rapporte 55 millions de $ supplémentaires, pour un total de 120 207 127 $. ce qui en fait un succès commercial au vu de son coût de production (15 millions de $).
En France, L'Arme fatale obtient également un succès auprès du public, totalisant 1 857 521 entrées au cours de son exploitation, dont 418 018 entrées rien qu'à Paris.
| Pays ou région | Box-office        | Date d'arrêt du box-office | Nombre de semaines |
| -------------- | ----------------- | -------------------------- | ------------------ |
| États-Unis     | 65 207 127 $      | 7 juin 1987                | 14                 |
| France         | 1 857 521 entrées | -                          | -                  |
| Total mondial  | 120 207 127 $     | -                          | -                  |

## Distinctions
- 1988 : Meilleur duo (Mel Gibson, Danny Glover)
- 1988 : nomination à l'Oscar du meilleur mixage son (Les Fresholtz, Rick Alexander, Vern Poore et Bill Nelson).
- 1988 : prix de la Meilleure musique lors des BMI Film and TV Awards.

## Commentaires

### Versiondirector's cut
Il existe en DVD une version appelée director's cut, ou « édition spéciale », qui comporte cinq scènes inédites : 
- Riggs se prépare à aller au travail et casse sa télé, tellement le présentateur l'énerve ;
- Murtaugh s'entraîne à tirer au revolver avec sa botte secrète ;
- Riggs, en route pour aller au travail, s'arrête en chemin pour neutraliser un sniper fou qui tire sur des enfants dans une école ;
- Riggs rentre dans sa caravane avec une nouvelle télévision, en remplacement de celle qu'il a détruite ;
- Après avoir dîné avec la famille Murtaugh, Riggs se sent seul et ramasse une jeune prostituée qu'il ramène chez lui pour regarder la télévision.

Dans ces scènes supplémentaires, Mel Gibson et Danny Glover sont toujours doublés en version française par Jacques Frantz et Richard Darbois malgré un léger vieillissement vocal.

### Faux raccords
- Lorsqu'Amanda se jette de son balcon et s'écrase sur la voiture, la cascadeuse atterrit en fait sur un frein imprimé aux couleurs de la voiture. On peut par ailleurs distinguer les plis au moment où la jeune femme commence à toucher la fausse voiture[10].
- Lorsque Riggs entraîne le dépressif dans sa chute, tous deux menottés ensemble, on peut apercevoir que, au moment de sauter de la corniche, la chaîne se casse et que, par la suite, les cascadeurs se tiennent par la main durant le plongeon. Puis les deux hommes se lâchent une fois qu'ils atterrissent sur le frein gonflable. Au moment de se relever, les deux acteurs réapparaissent bien menottés[10].
- Lorsque Riggs et Murtaugh sortent de la piscine après avoir tenté en vain de secourir le trafiquant de drogue, Riggs en sort avec les mèches en avant alors que, au changement de plan, ses mèches apparaissent en arrière.
- Durant la scène où Riggs et Murtaugh discutent tout en s'exerçant au stand de tir, Riggs tire sept coups de feu tandis que Murtaugh n'en tire que deux. Peu après, lorsque les deux policiers récupèrent leurs affiches, ils semblent avoir vidé leurs chargeurs (15 coups pour Riggs, 6 pour Murtaugh). De plus, les impacts sont marqués par des points sans pour autant que les affiches ne soient trouées.

### Hommage
L'Arme fatale est dédié à Dar Robinson, cascadeur mort peu après le tournage. Le générique comporte la mention suivante : « This Picture is dedicated to the memory of Dar Robinson, one of the motion picture industry's greatest stuntmen » (« Ce film est dédié à la mémoire de Dar Robinson, l'un des meilleurs cascadeurs de l'industrie du cinéma »).